# Segunda invasión mongola de Hungría

La segunda invasión mongola de Hungría (en húngaro: második tatárjárás) dirigida por Nogai Khan y Tulabuga tuvo lugar durante el invierno de 1285/1286.

## Preludio

### La primera invasión
En 1241, un ejército mongol bajo Subutai y Batu Khan invadió Europa central y oriental, incluyendo Polonia, Bulgaria, Croacia y el Reino de Hungría. El intento húngaro y croata de detener la invasión en la batalla de Mohi fracasó catastróficamente. La caballería ligera que componía la mayoría de las fuerzas montadas húngaras había demostrado ser ineficaz contra las tropas mongolas, aunque los pocos caballeros fuertemente armados (principalmente los de los Caballeros Templarios) tuvieron un rendimiento significativamente mejor cuando se enfrentaron en combates cuerpo a cuerpo. Los mongoles aplastaron decisivamente al ejército húngaro y procedieron a saquear el campo durante el año siguiente. Al final de su campaña, alrededor de un cuarto de la población de Hungría había sido asesinada, y la mayoría de los principales asentamientos del reino habían sido reducidos a escombros.
Las defensas de madera, barro y tierra que formaban las murallas de la mayoría de las ciudades y fuertes cayeron fácilmente ante los ingenios de asedio mongoles. Muchos asentamientos húngaros no tenían fortificaciones en absoluto. Un cronista alemán observó que los húngaros «casi no tenían ninguna ciudad protegida por murallas o fortalezas fuertes». Sin embargo, los castillos de piedra tuvieron un destino significativamente mejor; ninguno de los pocos castillos de piedra húngaros cayó, incluso los que se encontraban detrás de las líneas mongolas. Cuando los mongoles trataron de usar sus máquinas de asedio ante las murallas de piedra de la fortaleza croata de Klis, no causaron ningún daño y fueron repelidos con grandes bajas. Algo similar sucedió cuando intentaron capturar la ciudadela de Esztergom, a pesar de tener una abrumadora superioridad numérica y 30 máquinas de asedio que acababan de utilizar para reducir las torres de madera de la ciudad.

### Reformas militares

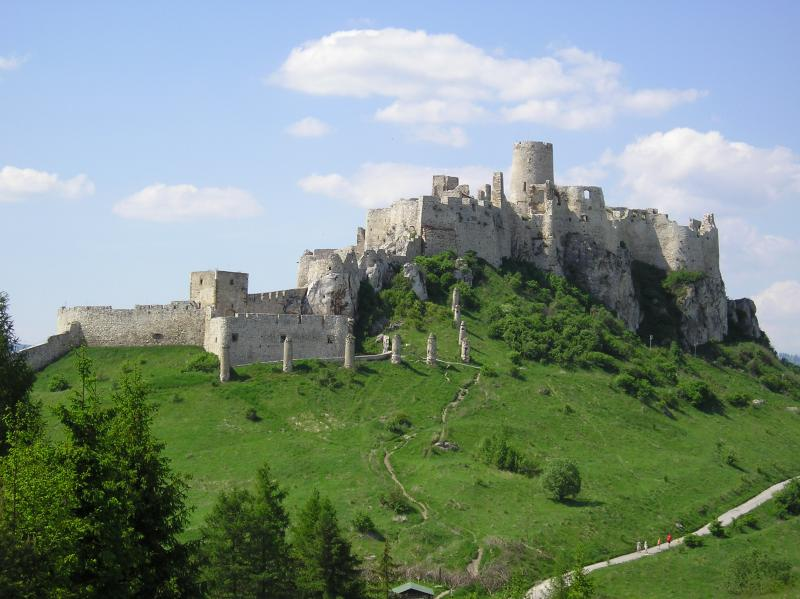
La invasión de los mongoles en el siglo XIII dio lugar a la construcción de poderosos castillos de piedra, como el castillo de Spiš, hoy en Eslovaquia.

El rey Béla IV tomó nota de esto y pasó las siguientes décadas reformando Hungría preparándose ante posibles invasiones futuras. Usó una variedad de métodos para hacer esto. Primero y principal, fusionó los servientes e iobagiones castri en una nueva clase de caballeros fuertemente armados, bien entrenados del tipo occidental, cuando anteriormente las defensas de Hungría se habían basado casi por completo en los castillos de madera y en la caballería ligera. En 1247 concluyó un acuerdo feudal con los Caballeros de San Juan, dándoles la frontera del sudeste a cambio de su ayuda en la creación de más caballería armada y fortificaciones.[cita requerida] En 1248, declaró que los estratos medios del país podían entrar en el servicio de un barón, con la condición de que los barones condujeran a los hombres de su tierra debidamente equipados (en armadura) en el ejército del rey. Documentos de la época afirman que "los nobles de nuestro país pueden ingresar al servicio militar de los obispos de la misma manera en que pueden servir a otros nobles". ( "the nobles of our country can enter into military service of bishops in the same way in which they can serve other nobles") Después de 1250, los propietarios libres de pequeñas o medianas propiedades que servían directamente bajo el rey fueron incluidos (junto con los barones) en la nobleza. Finalmente, a los nuevos colonos se les otorgó la nobleza "condicional" a cambio del requisito de combate montado y armado a petición del rey. En 1259, solicitó que el Papa lo pusiera en contacto con Venecia, ya que quería contratar al menos a mil ballesteros (las ballestas también habían demostrado ser un arma muy efectiva contra los mongoles, a pesar de que los húngaros desplegaron relativamente pocas en 1241).
Para cimentar su nueva doctrina de defensa, el rey ofreció concesiones y recompensas a ciudades y nobles a cambio de la construcción de fortificaciones de piedra. Las reformas finalmente dieron sus frutos. hacia el final de su reinado, Béla IV había supervisado la construcción de casi 100 nuevas fortalezas. De estas cien, fueron construidos en sitios elevados 66 castillos de piedra. Esta fue una gran mejora en relación con 1241, cuando el reino solo poseía 10 castillos de piedra, la mitad de los cuales se disponían a lo largo de la frontera con el Ducado de Austria.

### Previo a la segunda invasión

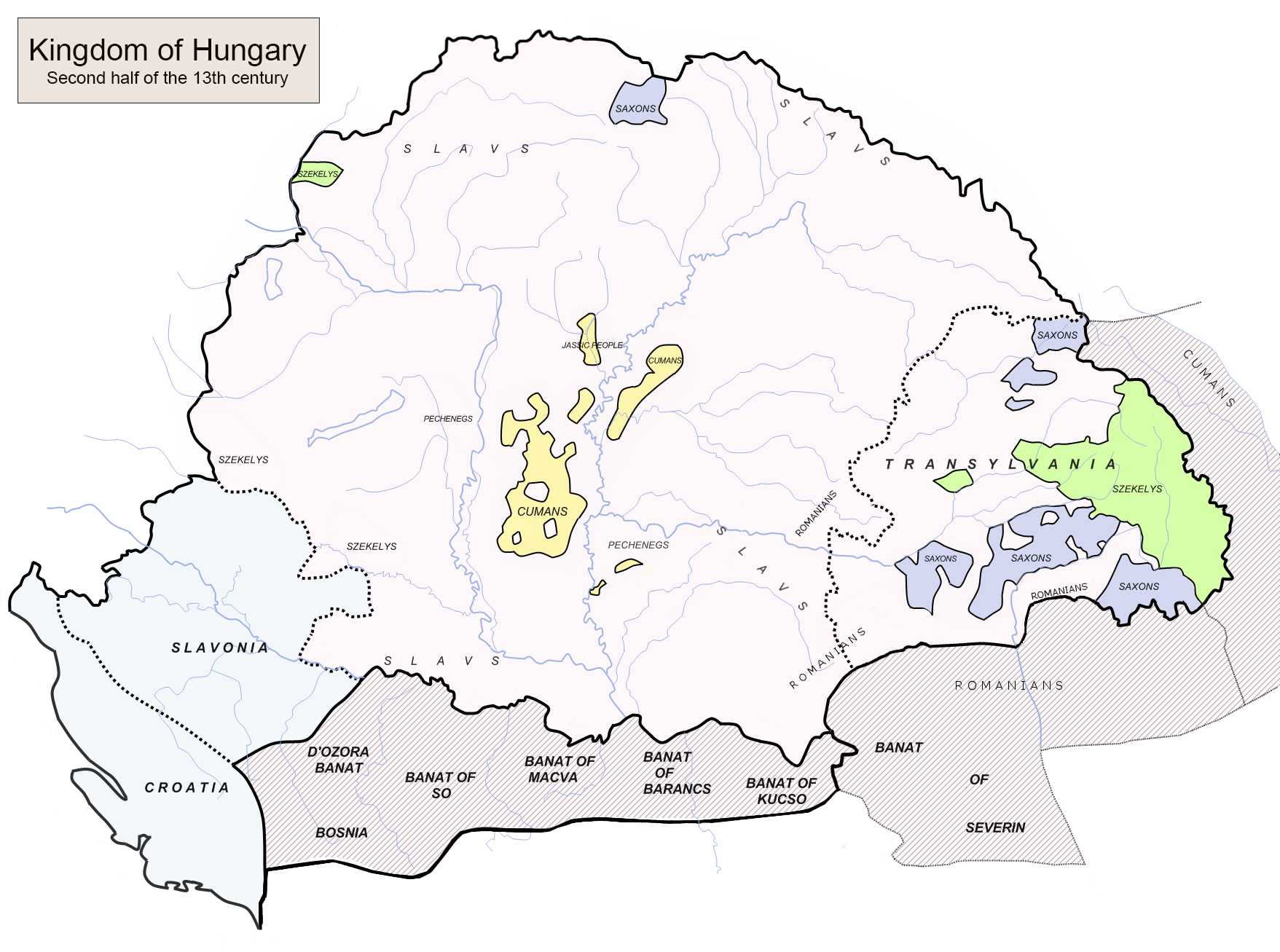
El Reino de Hungría en la segunda mitad del siglo XIII

En 1254, Batú Kan exigió una alianza matrimonial con Hungría y un cuarto de su ejército para un viaje a Europa central y occidental. A cambio, Hungría se libraría de las obligaciones tributarias y de cualquier otra destrucción. Bela ignoró el mensaje. Se enviaron ultimátums adicionales en 1259 y 1264, esta vez por el hermano y sucesor de Batu, Berke Kan. Berke hizo demandas similares: si Hungría se sometía a los mongoles y les otorgaba un cuarto de su ejército para la planeada invasión de Europa, recibiría una exención de impuestos y 1/5 del saqueo. De nuevo, Bela se negó. Las cartas intercambiadas entre Bela y el papa alrededor del año 1259 implican que los mongoles habían sido bien conocidos por ser indignos de confianza durante décadas, y el papa dijo que cualquier acuerdo hecho por los conquistadores «pérfidos» carecía de valor.
Después de la muerte de los reyes Bela IV y Esteban V, Ladislao IV asumió el trono húngaro en 1272. Bajo la influencia maternal, se hizo conocido como Ladislao el Cumano. En los años siguientes, su resistencia contra los nobles y clérigos se hizo más fuerte, hasta el punto de arrestar a un legado papal por una ley que requería que los paganos cumanos se convirtieran al cristianismo y encarcelara a su esposa cristiana, Isabel de Anjou. Los barones levantaron un ejército y Lodomer, el arzobispo de Esztergom declaró una cruzada contra el rey húngaro. Sin embargo, cuando los cumanos se rebelaron e invadieron Hungría en 1282, Ladislao y sus nobles no dudaron en aplastar la rebelión. The Illuminated Chronicle escribe que Ladislao , "como el valiente Joshua, salió en contra " de los Cumanos "para luchar por su pueblo y su reino", derrotando al ejército Cuman en el lago Hód, cerca de Hódmezővásárhely.
A pesar de esto, la reputación del rey especialmente entre sus nobles siguió siendo muy pobre. En 1283 se estableció entre sus súbditos cumanos después de abandonar a su esposa, y tomó a mujeres cumanas como amantes. La rebelión cumana de 1282 pudo haber catalizado la invasión mongola. Los guerreros cumanos expulsados de Hungría ofrecieron sus servicios a Nogai Khan, jefe de facto de la Horda de Oro, y le contaron sobre la peligrosa situación política en Hungría. Al ver que esta era su oportunidad, Nogai decidió comenzar una vasta campaña contra el aparentemente débil reino.

## Invasión

### Fuerzas
En el invierno de 1285, los ejércitos mongoles invadieron Hungría por segunda vez. Como en la primera invasión en 1241, los mongoles invadieron Hungría por dos frentes: Nogai entró a través de Transilvania, mientras que Talabuga lo hacía a través de Transcarpacia y Moravia. Una tercera fuerza, probablemente más pequeña, recorrió el centro del reino, siguiendo la ruta anterior de Kadan. Las rutas de invasión parecían reflejar las tomadas por Batu y Subutai 40 años antes, pasando Talabuga  por el paso Verecke y Nogai por Brașovpara entrar en Transilvania. Al igual que la primera invasión, los mongoles enfatizaron la velocidad y la sorpresa e intentaron destruir las fuerzas húngaras en detalle, invadiendo en invierno con la esperanza de atrapar a los húngaros por sorpresa y moverse lo suficientemente rápido como para que fuera imposible (al menos hasta sus posteriores reveses) que Ladislao reuniese suficientes hombres para involucrarlos en una confrontación decisiva. Debido a la falta de guerras civiles en el Imperio Mongol en ese momento, así como a la falta de otros conflictos importantes que involucraran a la Horda de Oro, Nogai pudo desplegar un ejército muy grande para esta invasión, que la Galician-Volhynian Chronicle describe como "una gran hueste" pero su tamaño exacto no es seguro. Se sabe que la hueste mongola incluía caballería de sus vasallos, los príncipes rutenos, incluido Lev Daniilovich y otros de entre sus satélites de la Rus'.
Stefan Kraowski indirectamente estima la fuerza de invasión mongola en poco más de 30,000 hombres considerando que la invasión de los mongoles menor de Polonia tenía alrededor de esos soldados, indicando que el que Nogai y Talabuga personalmente lideraran una invasión sugiere que sería una fuerza masiva por definición. Peter Jackson, utilizando cartas húngaras coetáneas, concluye que el ejército mongol era muy grande, pero no está seguro de si era más grande, más pequeño o comparable en tamaño a la fuerza de invasión de 1241-1242. Una carta contemporánea de Benedicto, el preboste de Esztergom, estima que el tamaño del ejército mongol era de 200,000. Esto es casi seguro una exageración enorme, ya que los mongoles casi nunca desplegaron ejércitos de más de 100.000 hombres. El cronista austriaco de Salzburgo registró que el campamento militar mongol cubría un área de diez millas de ancho y seis millas de profundidad (que se tratara del ejército de Nogai o el de Talabuga, o cómo conoció la
información este cronista se desconoce).. La Crónica Galician-Volhynian pone el tamaño del ejército mongol en cientos de miles, diciendo que la columna de Talabuga perdió 100.000 hombres durante la marcha a través de los Cárpatos.
Las fuerzas húngaras eran probablemente similares en tamaño a los mongoles invasores. En 1255, William de Rubruck escribió que los húngaros podían reunir como máximo a 30,000 soldados, una situación que probablemente no habría cambiado drásticamente en las últimas tres décadas. No se sabe cuántos de estos hombres se reunieron durante el período de la invasión mongola.

### Hungría central/septentrional, Transcarpacia y Transilvania occidental
Talabuga, quien dirigió el ejército principal en el norte de Hungría, fue detenido por las fuertes nevadas en los Cárpatos. En su ascenso, su fuerza fue devastada por factores logísticos, a saber, una escasez de alimentos que causó la muerte de miles de sus soldados, como lo atestigua la Crónica Gallego-Volyniana y ciertas fuentes polacas contemporáneas. Esto fue probablemente el resultado de las tácticas tradicionales de la guerra de castillos, que implicaban matar de hambre a los invasores almacenando todas las reservas de alimentos disponibles, mientras se lanzaban pequeñas incursiones y salidas desde los castillos. Los cronistas polacos hostiles al rey húngaro declararon que Ladislao era
demasiado cobarde para enfrentar a los mongoles en una batalla directa, muy probablemente una interpretación errónea de la exitosa práctica de evitar la batalla y la táctica de la tierra quemada.
Al comienzo de la campaña, la fuerza invasora devastó el centro de Hungría y entró en la ciudad de Pest. La incendiaron, pero la ciudad había sido abandonada hacia mucho tiempo por su población, que huyó al sur y al oeste del Danubio. Durante este suceso, los miembros de la familia de la reina Isabel lanzaron una salida enérgica y efectiva contra los mongoles, mientras ella miraba desde la seguridad de las murallas de Buda. Las fuerzas de Talabuga encontraron grandes dificultades con la densidad de fortificaciones, ya que no lograron capturar ningún castillo o ciudad fortificada. Sin embargo, causaron un gran daño a la población civil y atacaron hasta el Danubio. Las fuerzas húngaras locales lucharon contra los mongoles en muchas batallas defensivas, por las cuales el rey promovió a varios oficiales menores que se habían distinguido, como Amade Aba, George Baksa y Pedro de Sáros. Una de esas batallas tuvo lugar cerca del castillo de Turusko (Trascau), donde los mongoles sufrieron una fuerte derrota con grandes bajas, incluidos 1.000 prisioneros. El ejército debilitado de Talabuga finalmente fue derrotado cuando se enfrentó en batalla con el ejército real apresuradamente reunido por Ladislao IV, en las colinas del oeste de Transilvania. El ejército se había beneficiado de las reformas y tenía una mayor proporción de caballeros que el ejército que los mongoles derrotaron unas décadas antes en Mohi.
Después de la derrota, Talabuga ordenó una retirada de Hungría, pero su ejército fue emboscado en el regreso por el pueblo székely , que luchó como caballería ligera. En el momento en que logró regresar a territorio amigo, su ejército había dejado de existir, habiendo la mayoría de los soldados que llevó muerto en la incursión fallida. Según la hipérbole de un cronista, Talabuga regresó a Rutenia con solo su esposa y un caballo. Una vez que finalmente llegó a Volinia, sus hambrientos soldados saquearon las ciudades de sus aliados y vasallos.

### Transilvania y las llanuras húngaras
Nogai permaneció en Transilvania hasta la primavera de 1286. Aquí saqueó algunas ciudades y pueblos, como Szászrégen (Reghin), Brassó (Braşov) and Beszterce (Bistrița). También logró destruir algunas fortalezas y ciudades amuralladas. Sin embargo, al igual que Talabuga, no pudo tomar ninguna de las principales fortificaciones, con la excepción del castillo sajón de Ban Mikod en el valle de Aranyos, el antiguo bastión real de Torda (hoy Turda, en Rumania). Después de la derrota de la columna principal de Talabuga, el rey Ladislao IV dirigió una expedición para expulsar a las fuerzas de Nogai de Transilvania. Su ejército llegó demasiado tarde para marcar una diferencia significativa, ya que las fuerzas de Nogai ya habían sufrido una grave derrota a manos de las tropas húngaras locales, en su mayoría sajones, valacos y székelys, comandadas por el voivoda Roland Borsa. Ladislao se conformó con hostigar su retirada.

## Consecuencias
Los resultados de la invasión no podrían haber contrastado más agudamente con los de la invasión de 1241.
La invasión fue repelida fácilmente, y los mongoles perdieron gran parte de su fuerza invasora debido a varios meses de inanición, a numerosas redadas pequeñas y a dos grandes derrotas militares. Esto fue debido principalmente a la nueva red de fortificaciones y a las reformas militares. No se lanzaría ninguna gran invasión de Hungría después del fracaso de la campaña de 1285, aunque las redadas de la Horda de Oro fueron frecuentes hasta bien entrado el siglo XIV. Menos de dos años después, ocurrió la tercera invasión mongola de Polonia. Esta invasión también fue rechazada, utilizando los polacos una estrategia similar a los húngaros en 1285. Fueron ayudados por una fuerza húngara bajo George Baksa (también conocido como George de Sóvár). Probablemente fue en represalia por este hecho que a fines de 1288, una fuerza mongola lanzó un ataque contra la región de Szepes (Spiš), aunque a pequeña escala. Fueron rechazados, distinguiéndose nuevamente George.
Mientras fue una victoria para Hungría en general (aunque con fuertes bajas civiles), la guerra fue un desastre político para el rey. Al igual que su abuelo antes que él, muchos nobles lo acusaron de invitar a los mongoles a sus tierras, debido a sus percibidos vínculos con los cumanos.
Posiblemente más desastrosamente, la invasión fue defendida por barones locales y otros magnates con poca ayuda del rey. Después de demostrar sus habilidades militares, la eficiencia de sus fortificaciones y fuerzas armadas, y su capacidad para garantizar la seguridad de sus súbditos en mayor medida que el rey o sus dignatarios, varias élites locales ampliaron su red de seguidores y se consideraron con derecho a gobernar grandes regiones del reino. La crisis sacó a la luz la falta de recursos militares significativos del rey y la incapacidad de compensarlos por medio de habilidades políticas.
Las fuertes pérdidas sufridas por los mongoles en esta guerra, combinadas con su derrota en Polonia poco después (aunque lograron revasallizar Bulgaria entre estas expediciones), contribuyeron a la falta de grandes operaciones de la Horda de Oro en Europa Central fuera de la década de 1280. A partir de entonces, los ataques de los mongoles contra Hungría y Transilvania se limitarían a raids y saqueos a lo largo de las líneas fronterizas. En el siglo XIV, la Horda de Oro y gran parte del Imperio mongol no representaron ninguna amenaza seria a partir de entonces para Hungría, a pesar de las incursiones fronterizas que continuaron bajo Öz Beg Khan. De hecho, en 1345, un ejército húngaro bajo el mando del conde Andrew Lackfi tomó la iniciativa y lanzó una fuerza de invasión al territorio mongol, derrotando a una fuerza de la Horda de Oro y capturando lo que se convertiría en Moldavia.